# 나카사토촌 (나가노현 기타사쿠군)
나카사토촌(일본어: 中佐都村)은 일본 나가노현 기타사쿠군에 있던 촌이다. 현재의 사쿠시에 해당한다.

## 역사
- 1889년 4월 1일 - 정촌제 시행에 의해 3개 촌의 구역을 확장해 성립하였다.
- 1954년 12월 10일 - 이와무라다정, 히라네촌·다카세촌과 신설합병해 아사마정이 성립하여, 동일 나카사토촌은 폐지되었다.

## 교통

### 철도
일본국유철도 고우미선의 나가사토역이 인접한 이와무라다정에 소재한다.

### 도로
현재 구촌 지역에는 주부 횡단 자동차도의 사쿠나카사토 인터체인지가 위치해 있지만, 당시에는 미개통 상태였다. 

## 참고문헌
- 角川日本地名大辞典 20 長野県